# 陶堰街道
陶堰街道，原为陶堰镇，中国浙江省绍兴市越城区下辖的一个街道。2019年10月15日，撤镇设街道。在绍兴县改名为柯桥区之前，它属于绍兴县。

## 行政区划
陶堰街道现辖：
成章社区、泾口村、陶堰村、邵家溇村、茅洋村、张家岙村、金墅村、南湖村、白塔头村、横旦村、浔阳村、亭山村。